# هنری بوهمن

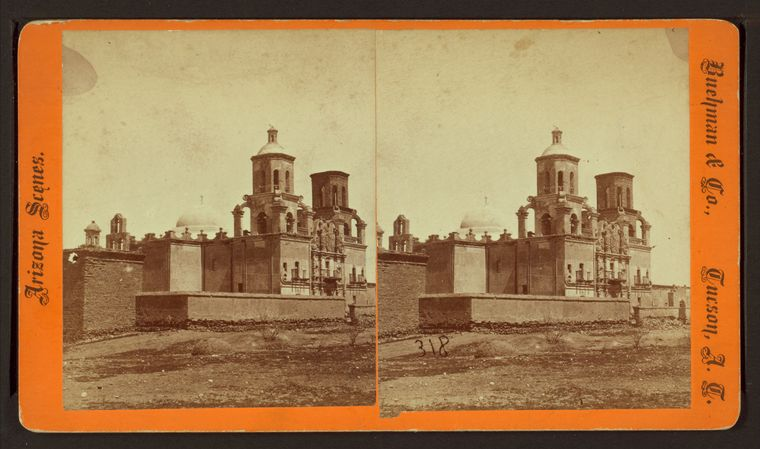
کلیسا و ساختمان هیئت اعزامی سن خاویر دل باک اثر هنری بوهمن

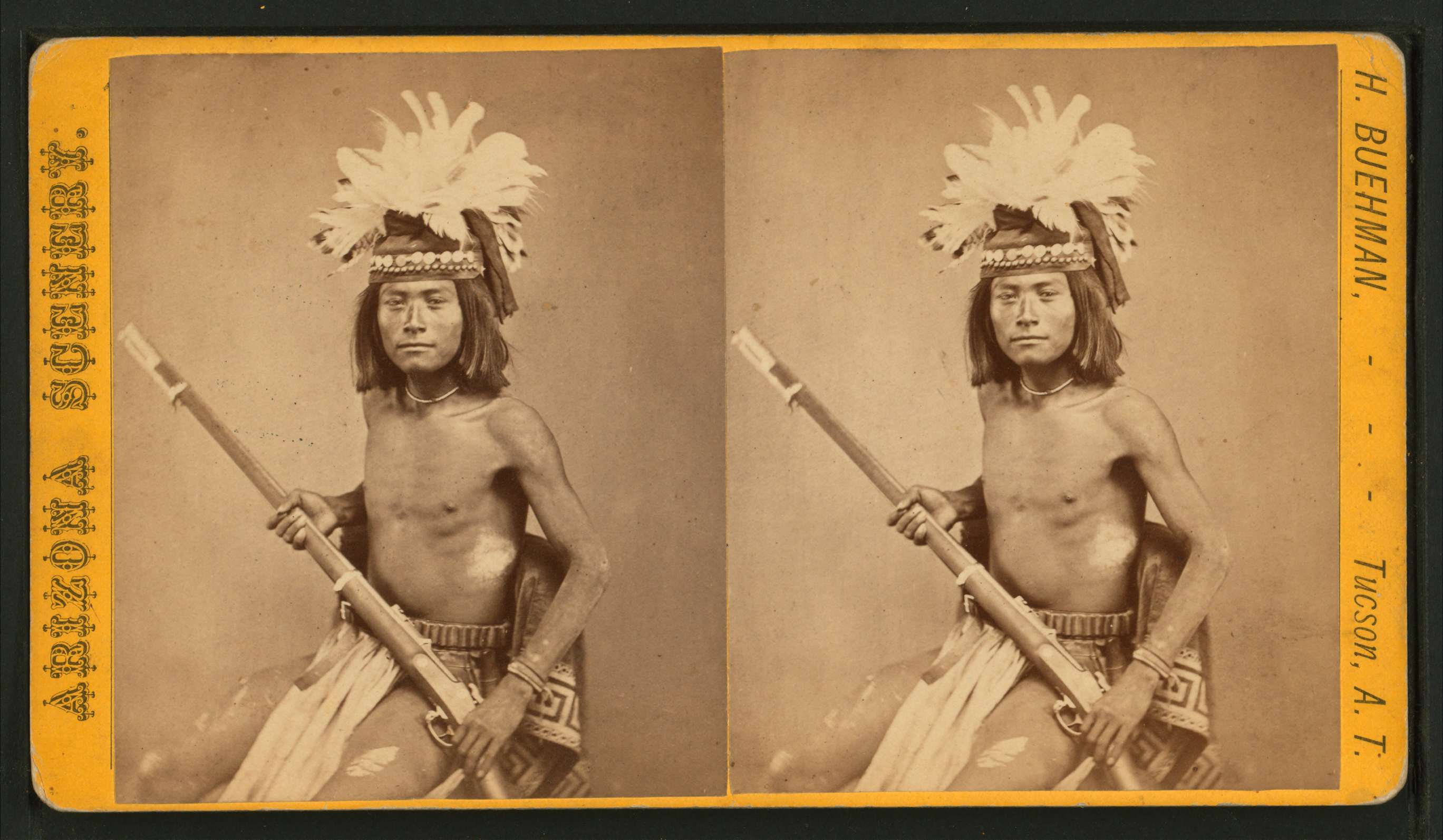
پرتره از یک سرخ‌پوست اثر هنری بوهمن

هنری بوهمن (Henry Buehman)‏ (۱۴ مه۱۸۵۱–۱۹ دسامبر ۱۹۱۲)، عکاس و سیاستمدار آمریکایی متولد آلمان بود. بوهمن پس از تکمیل شاگردی به غرب ایالات متحده آمریکا رفت و قبل از سکونت در شهر توسان ایالت آریزونا، در آنجا کار و سفر نمود. بوهمن در آنجا یک استدیوی عکاسی خرید و کسب و کار عکاسی موفقی را از نظر مالی راه‌اندازی نمود. با سفرهای دوره‌ای به مناطق مجاور، برای بوهمن این زمینه مساعد شد تا علاوه بر کار تصویربرداری، آلبوم بزرگ از مناظر و تصاویر آمریکایی‌های بومی را جمع‌آوری نماید. دستاوردهای وی به‌عنوان یک عکاس فرصت‌های را در سایر بخش‌ها برای بوهمن مساعد ساخت و سرانجام از سال ۱۸۹۵ الی ۱۸۹۹ شهردار توسان شد.

## زندگی‌نامه
بوهمن در ۱۴ مه سال ۱۸۵۱ در خانوادهٔ لودویگ و آنی بوهمن در شهر برمن آلمان متولد شد. بوهمن جوان از جمله یازده کودکی که هشت تن آن‌ها تا بزرگسالی زنده بودند، قبل از شاگری نزد عکاس در چهارده سالگی، در مدارس دولتی شهر درس خواند. بوهمن با تکمیل دورهٔ شاگردی در ماه ژوئن سال ۱۸۶۸ بوسیلهٔ کشتی بخار به نیویورک سیتی رفت. مدت دوهفته در آنجا ماند و سپس از طریق پاناما به سانفرانسیسکو ایالت کالیفرنیا رفت.
بوهمن پس از ورود به سانفرانسیسکو در شرکت عکاسی برادلی و رولافسون به کار شروع نمود. پس از ترک این شغل، مدت دو سال یک استدیوی عکاسی در ویسالیا داشت و سپس آن را فروخت. بوهمن از طریق کالیفرنیا، نوادا و یوتا به پرسکات ایالت آریزونا سفر رفت. در جریان اقامت در نواحی زرخیز نوادا شهروندی ایالات متحده را کسب نمود. در پرسکات به قصد سفر به طرف مکزیک واگن و خواربار آماده نمود. بوهمن در ۴ ژوئن سال ۱۸۷۴ به توسان رسید. برنامه وی در آنجا تغییر کرد و با یک عکاس مکزیکی به کار شروع کرد. بوهمن یک‌ماه بعد خدمات خود را به‌عنوان یک عکاس/دندان پزشک تبلیغ می‌کرد. به زودی به‌خاطر کیفیت کار خود به شهرت رسید و در ۲۰ فوریه سال ۱۸۷۵ استدیوی کارفرمای سابق خود را خرید و آن را به استدیوی بوهمن تغییر نام داد.
عکاسی پرتره منبع اصلی درآمد بوهمن بود. کارت‌های ویزت در آن‌زمان متداول بود و مشتریانش به‌خاطر تصاویر به‌روز به استدیوی خود برمی‌گشتند، زیرا با تغییر سبک‌ها چیزهای مانند تصویر تمام قد یا سه چهارم قیافه یا کارت کابینه را در عوض تصاویر دستی کوچک‌تر می‌پسندیدند. پس از متداول شدن کارت‌های گنج‌نگاری یا استریوگرافیک در غرب آمریکا، بوهمن از نخستین کسانی بود که این تصاویر را تولید می‌کرد. بوهمن پیشتاز استثنائی مدهای جدید بود اما مهارت فنی او را به عکاس ممتاز در جنوب آریزونا تبدیل کرد. بوهمن با ارائه محصولات یا خدمات متنوع، تمایل به پذیرش ذوق‌های تغییرپذیر و توانایی وی در ژست قیافه‌گیری مشتریانش، وفاداری مشتریان را به‌دست‌آورد. این کار به بوهمن این زمینه را مساعد ساخت که از چندین ساکن مشهور قلمرو، از جمله فرماندار جان. سی. فریمونت، جان کلوم نمایندهٔ سرخ‌پوستان، ارتشبد نلسون اپلتون مایلز و دامدار هنری هوکر، عکس بگیرد. سوژه‌های او محدود به زندگان نبود، بلکه طبق ادعای ساکنین توسان «حتی مُردگان برای بوهمن می‌نشستند». بعضی اوقات مشتریان عکاسی پس از مرگ بوهمن قانون شکنان معروف بودند اما اغلب اوقات خانوادهٔ عزادار آن‌ها را استخدام می‌نمودند تا هدیهٔ یادگاری ماندگار به‌منظور یادآوری کودک از دست رفته شان، بسازند.
چنین به نظر می‌رسد که استدیوی عکاسی بوهمن از ابتدای کار از لحاظ مالی موفق بوده‌است. بوهمن به‌خاطر برآورده ساختن تقاضاهای روزافزون کسب و کار خود، در سال ۱۸۸۱ یک ساختمان دو طبقه‌ای را در حومهٔ شرقی شهر ساخت. این ساختمان ۱۰٬۰۰۰ دلاری دارای فضا برای چندین دکان در طبقه اول و یک استدیوی عکاسی در منزل فوقانی بود. پنجره‌های وسیع و یک پنجره سقفی نور فراوان برای استودیو فراهم می‌کرد. مردمان محل، به علت حملات آپاچی دلیل ساختمان «بسیار دور در بیابان» را، تحت سؤال بردند. اما با درنظر داشتن اینکه بانک توسان، وسترن یونین و شرکت ولز فارگو، ویترین‌های فروشگاه را به کرایه گرفتند، این موقعیت مناسب‌تر از آنچه که بسیاری مردم پیش‌بینی می‌کردند، ثابت شد. روزنامهٔ «شهروند توسان» واقع ساختمان مجاور، زمینهٔ تعامل مکرر بین استودیو و روزنامه را فراهم نمود. بوهمن پس از تکمیل ساخت و ساز ساختمان، ساختمان را به لوینل ام. جیکوبز به‌فروش رسانید و استودیو را پس به اجاره گرفت. عواید ناشی از فروش را برای خرید مزرعهٔ دام‌داری واقع در کنارهٔ شرقی کوه‌های سانتا کاتالینا، مصرف کرد. بوهمن مزرعهٔ دام‌داری خود را در نتیجه خشک‌سالی سال‌های ۱۸۹۵ و ۱۸۹۶ که با پائین آمدن قیمت گوشت گاو توأم بود، از دست داد.
بوهمن گذشته از کار در استودیو، سفرهای دوره‌ای به قلمروی آریزونا داشت. در تابستان سال ۱۸۷۵، همراه با دوستش جان اسپرینگ، گل‌ها، نباتات، لانه‌های پرندگان، تخمک‌ها و پرندگان را جمع‌آوری نمود. این کلکسیون به مؤسسهٔ اسمیتسون اهداء شده بود. بوهمن در سفر شش هفته‌ای به فورت آپاچی، فورت بووی، کمپ گرانت و قبیلهٔ بومی آمریکایی که در ماه دسامبر سال ۱۸۷۵ آغاز شد، تصاویر برجسته‌بین یا سه‌بعدی بومی‌های مختلف آمریکا در سمت‌های مختلف از جمله تصویر اسکیمینزین رئیس قبیلهٔ آپاچی را تولید نمود. در سفرهای بعدی، بوهمن هفته‌ها را به دیدن قبایل محلی یا تصویر برداری از مکان‌های دیدنی مختلف در قسمت‌های جنوبی آریزونا سپری نمود. انگیزهٔ این سفرها پیش از این‌که هنری باشد، بازرگانی بود. با افزایش مجموعه تصاویرش، با ناشران رمان کیلوئی یا رومان امیر ارسلایی معامله‌های را انجام داد و نسخه‌های آن را مستقیماً به مردم به فروش رسانید. تصاویر بوهمن همچنین به‌عنوان بخشی از کمپین «سیل آریزونا» مورد استفاده قرار گرفت. در نمایشگاه جهانی شیکاگو سال ۱۸۹۳، فهرست قطعات تصاویر بوهمن آماده برای خرید، حاوی ۱۰٬۰۰۰ تصویر آمریکائیان بومی بود.
اگر چه تصاویر بوهمن شامل طیف وسعی از افراد بود، اما کودکان افراد مورد علاقه بوهمن بودند. با آغاز سال ۱۸۹۰، بوهمن به‌منظور تولید مجموعه‌ای از کلاژهای عکاسی، شروع به استفاده از تصاویر چهره کودکان نمود. نخستین کلاژ وی به‌نام آریزونا بونانزا حاوی تصاویر چهره ۴۳۳ کودک بود و یک نسخه آن در بدل ۲۵ سنت به فروش رسید. در عقب کارد مصرع‌های مبنی بر اینکه کودکان بزرگ‌ترین گنجینهٔ آریزونا است، نوشته شده بود، در حالی‌که احتمالاً در اصل هدف آن مادران بود. تصاویر گلوب و گلوبز سال بعد با چاپ نخستین نسخهٔ کتاب بوهمن ببیز در سال ۱۸۹۲ رونمائی شد. کتاب بوهمن ببیز چندین بار تحت بازنگری قرار گرفت و آخرین نسخهٔ آن در سال ۱۹۱۱ چاپ شد. این اثر که حاوی چهرهٔ ۲۵۵۱ کودک بود، توسط برادران بوهمن مورد تحسین قرار گرفت. پس از مرگ بوهمن، نسخهٔ اصلی کتاب بوهمن ببیز به‌جای اینکه توسط آلبرت پسر بوهمن دریافت و ترمیم شود، سهواً دور انداخته شد.
دست‌آورهای حرفه‌ای بوهمن جایگاه برتری در سیاست و امور مدنی به وی بخشید. در حین ورود خط آهن به توسان، بوهمن عضو کمیتهٔ رسمی استقبال بود. بوهمن به عنوان منشی هیئت امنای توسان خدمت کرد و در سال ۱۸۸۲ مدیر ادارهٔ امور عمومی شهرستان پیما انتخاب شد.

## ارجاعات
1. 1 2 3 4 5 6  Moore 1960, p. 10.
2. 1 2  Chapman Publishing Co. 1901, p. 985.
3. 1 2 3  McClintock 1916, p. 830.
4. 1 2 3  Evans 1981, p. 61.
5. ↑  Cooper 1989, p. 251.
6. ↑  Daniels 1968, p. 182.
7. ↑  Cooper 1989, p. 252.
8. ↑  Cooper 1989, pp. 252–253.
9. 1 2 3  Evans 1981, p. 62.
10. ↑  Cooper 1989, p. 256.
11. ↑  Cooper 1989, p. 253.
12. 1 2 3  Chapman Publishing Co. 1901, p. 986.
13. ↑  Cooper 1989, p. 254.
14. ↑  Daniels 1968, pp. 188–189.
15. 1 2 3  Cooper 1989, p. 255.
16. ↑  Cox, Larry (September 25, 2003). "Images of Death". Tucson Citizen.
17. 1 2  Evans 1981, p. 67.
18. 1 2  Evans 1981, p. 69.
19. ↑  Cooper 1989, pp. 254–255.
20. 1 2 3  Cooper 1989, p. 261.
21. ↑  Allen, Paul L. (November 1, 1995). "Picture Perfect". Tucson Citizen.
22. ↑  Daniels 1968, p. 188.
23. ↑  Moore 1960, p. 11.
24. ↑  Cooper 1989, pp. 255–256.
25. 1 2  Evans 1981, p. 65.
26. ↑  Evans 1981, pp. 65–67.
27. ↑  Evans 1981, p. 80.

- Portrait and biographical record of Arizona. Chicago: Chapman Publishing Co. 1901. p. 985. OCLC 247520194.
- Cooper, Evelyn S. (Autumn 1989). "The Buehmans of Tucson: A Family Tradition in Arizona Photography". The Journal of Arizona History. Arizona Historical Society. 30 (3): 251–278. ISSN 0021-9053. JSTOR 41695764.
- Daniels, David (Winter 1968). "Photography's Wet-Plate Interlude in Arizona Territory: 1864–1880". The Journal of Arizona History. Arizona Historical Society. 9 (4): 171–194. ISSN 0021-9053. JSTOR 41695493.
- Evans, Susan (January 1981). "Henry Buehman, Tucson photographer 1874–1912". History of Photography. Taylor & Francis. 5 (1): 59–81. doi:10.1080/03087298.1981.10442634. ISSN 0308-7298.
- McClintock, James H. (1916). Arizona, Prehistoric, Aboriginal, Pioneer, Modern: The Nation's Youngest Commonwealth Within a Land of Ancient Culture. Vol. III. Chicago: S.J. Clarke Publishing Co. OCLC 5398889.
- Moore, Yndia Smalley (Fall 1960). "Henry Buehman". Arizoniana. Arizona Historical Society. 1 (3): 10–11. ISSN 0883-346X. JSTOR 41700485.